# シンデレラ (ジャッキー吉川とブルー・コメッツの曲)
「シンデレラ」は、1973年7月20日にビクター音楽産業（現：ビクターエンタテインメント〈二代目〉）から発売されたジャッキー吉川とブルー・コメッツの楽曲である。

## 概要
前作シングル『哀しい少女』から引き続きA面収録曲、およびB面収録曲共に1973年3月25日に先行発売されたアルバム『ブルー・コメッツの素晴らしき音の殿堂』からのシングルカットとして発売された。
当曲の本来のタイトルは「シンデレラの脚」（シンデレラのあし）だったが、シングルカット化に合わせ、当タイトルに改題された。

## 収録曲
| #         | タイトル       | 作詞      | 作曲      | 編曲      | 時間 |
| --------- | -------------- | --------- | --------- | --------- | ---- |
| 1.        | 「シンデレラ」 | 千家和也  | 都倉俊一  | 龍崎孝路  | 2:36 |
| 2.        | 「緑の乙女」   | 千家和也  | 龍崎孝路  | 龍崎孝路  | 3:07 |
| 合計時間: | 合計時間:      | 合計時間: | 合計時間: | 合計時間: | 5:43 |

## 収録アルバム
シンデレラ（シンデレラの脚）
- ブルー・コメッツの素晴らしき音の殿堂（Side-A #2）

緑の乙女
- ブルー・コメッツの素晴らしき音の殿堂（Side-B #1）